# Mir (显示服务器)
Mir是由Canonical公司开发的Linux操作系统下的显示服务器。原本用以取代Ubuntu中的X窗口系统，但是2017年4月Canonical公司宣佈放棄開發Mir專用的顯示後端服務，並將其開發為以Wayland作為顯示後端的使用者界面。並於2017年10月，將原先發佈的版本1.0退回到版本0.28並大幅度的增加對於Wayland的支援程度。

## 开发
Canonical公开的Mir开发里程碑：
- 2013年5月 –  初步完成与Unity Next的整合，提供足够的功能以进一步开发完整的桌面系统。
- 2013年10月 – Unity Next和Mir与Ubuntu Phone的其余系统完全整合。桌面与笔记本计算机将能够以传统模式使用按需的X系统运行传统的X客户端。
- 2014年4月 – 完成与其他的硬件类型的整合。

Ubuntu 13.10含有Mir的安装包，但是由于XMir的不稳定，为了提高用户体验，继续使用X。14.04 LTS也默认使用X。

## 争议
Canonical公司在2013年3月4日公开了Mir代替X显示服务器的计划。但在此之前，2010年它曾表示将使用Wayland。